# روبرت هوارد (كاتب)
روبرت هوارد (بالإنجليزية: Robert Howard)‏ (و. 1626 – 1698 م) هو سياسي، وكاتب مسرحي، من إنجلترا، توفي عن عمر يناهز 72 عاماً.

## مناصب
تولى منصب عضو مجلس النواب في البرلمان البريطاني.

## التعليم
تعلم في كلية المجدلية.

## روابط خارجية
- روبرت هوارد على موقع الموسوعة البريطانية (الإنجليزية)
- روبرت هوارد على موقع ميوزك برينز (الإنجليزية)
- روبرت هوارد على موقع إن إن دي بي (الإنجليزية)